# Архімандрит Меркурій (Скороход)
Скороход Станіслав Юрійович (в чернецтві архімандрит Меркурій).
Починаючи з 2002 року був паламарем і псаломщиком у храмі Покрови Пресвятої Богородиці м. Нікополь (УПЦ Київського Патріархату).
В 2004 році був учасником Помаранчової революції разом з духовними та громадськими наставниками козацьким капеланом ігуменом Никифором та відомим місцевим журналістом і очільником Народного Руху України в Нікополі Мстиславом Зятьковським.
У 2005 році був обраний головою Нікопольського місцевого осередку Молодий Народний Рух (який налічував біля 100 членів організації).
В кінці 2005 року благочинним Нікополя та району ігуменом Никифором (Салімоновим) був призначений співредактором щомісячної парафіяльної газети «Богослов».   
У лютому 2008 року став ніс послух прес-секретаря Митрополита Адріана Керуючого Дніпропетровсько-Криворізькою (Україна) та Богородською єпархіями (РФ) Української Православної Церкви Київського Патріархату.
В серпні 2010 року вступив до Дніпропетровського інституту Міжрегіональної Академії Управління Персоналом за факом «Психолог» здобувши дипломи «Бакалавра» та «Спеціаліста». Після його закінчення 2014  року поступив до Київської Православної Богословської академії, яку закінчив у 2022 році зі званням «Магістр Богослів`я». В травні 2012 році митрополитом Адріаном (Стариною) був рукопокладений у сан диякона та призначений на посаду секретаря Богородської єпархії УПЦ Київського Патріархату.  
У квітні 2013 року, пострижений в місті Ногінську Московської області митрополитом Богородським Адріаном (Стариною) у чернецтво з нареченням імені Меркурій на честь преподобного Меркурія Києво-Печерського посника.
З кінця січня до середини лютого 2014 року був учасником Революції Гідності. 
В березні 2014 року був рукопокладений у сан ієромонаха.
Під час утримання в полоні, в 2015 році, українського журналіста Романа Сущенко, з благословення Патріарха Київського і всієї Руси-України Філарета сповідував і причащав українського політв’язня та звершував над ним духовну опіку в Ліфортовському СІЗО.
В листопаді 2016 року був переведений з Москви до Нікополя на прохання представників Нікопольської та районної адміністрації, політичних і громадських діячів, ветеранів АТО які звернулися на ім’я Керуючого Дніпропетровською єпархією преосвященнійшого єпископа Симеона (Зінкевича).
У грудні 2016 року єпископом Симеоном (Зінкевичем) був призначений Благочинним Нікополя та району Дніпропетровської єпархії УПЦ Київського Патріархату і настоятелем парафії св. прав. Петра Калнишевського на честь загиблих воїнів АТО. В квітні 2018 року, у місті Дніпро, Блаженнійшим Митрополитом Київським і всієї України Епіфанієм (Думенко) був піднесений до сану ігумена. З грудня 2016 по вересень 2022 року на волонтерській засаді звершував духовне окормлення нікопольських військових частин А 0593 та А 2110.
Під час повномасштабного російського вторгнення, в місті Нікополі став на добровільних засадах опікуватись ще й Нікопольським 100-м батальйоном територіальної оборони утворивши при храмі св. прав. Петра Калнишевського волонтерський хаб навколо якого гуртувались усі небайдужі мешканці міста та району.
В жовтні 2022 року був мобілізований до лав Збройних Сил України у частину А 0593, а в лютому 2023 року вступив на посаду військового капелана цієї ж частини.       
З вересня місяця 2023 року розпочав викладати в Дніпровській духовній семінарії предмет «Гомілетика». 
У травні 2024 року згідно представлення Керуючим Дніпровською єпархією митрополитом Симеоном (Зінкевичем) був піднесений Предстоятелем Православної Церкви України Блаженнійшим Митрополитом Епіфанієм до сану архімандрита.
У вересні-грудні 2024 року звершував духовне окормлення російських військовополонених у таборі «Центр 3».
У жовтні 2024 року Указом Керуючого Дніпровською єпархією Митрополитом Симеоном (Зінкевичем) архімандрит Меркурій (Скороход) призначений Благочинним Дніпропетровської області.  
У 2023 та 2024 роках проходив навчання для військових капеланів у Великобританії та Німеччині. В тому ж році пройшов 10 місячні курси психології в Національній Острозькій академії.